# Lithophane hepatica
Lithophane hepatica är en fjärilsart som beskrevs av Carl Alexander Clerck 1759. Lithophane hepatica ingår i släktet Lithophane och familjen nattflyn. Inga underarter finns listade i Catalogue of Life.

## Bildgalleri

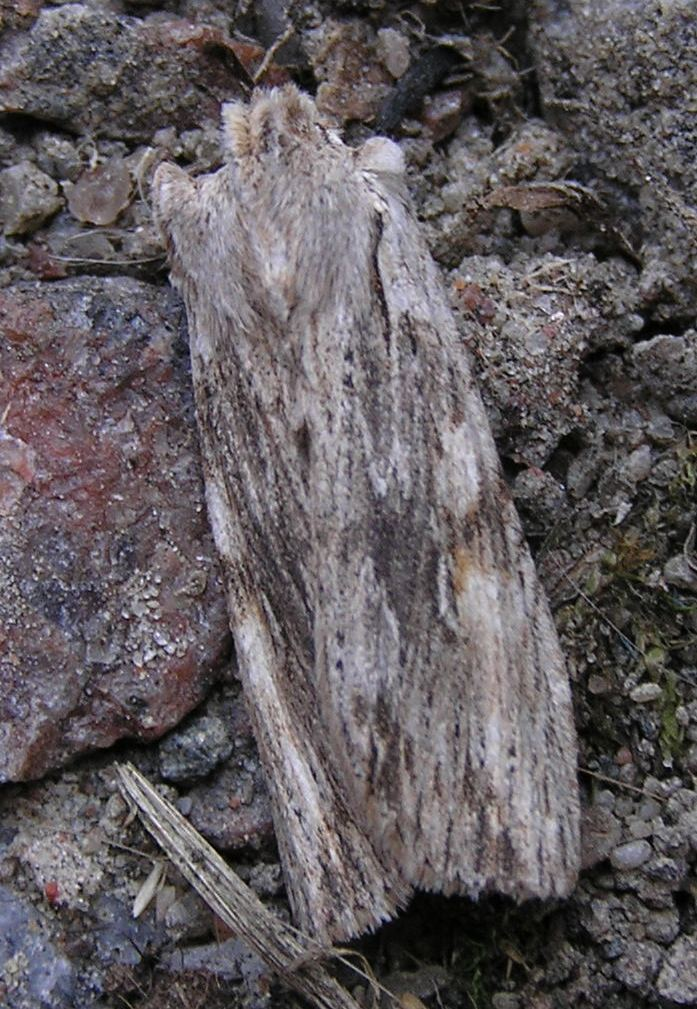
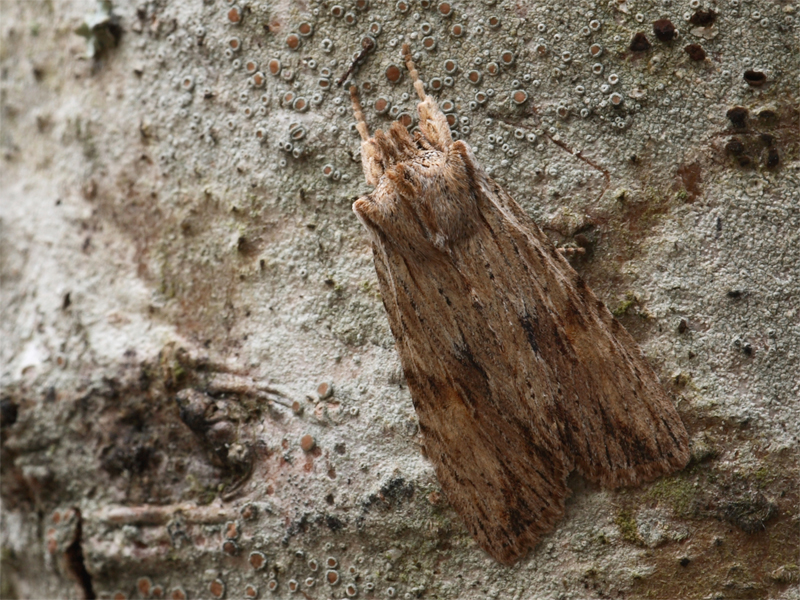
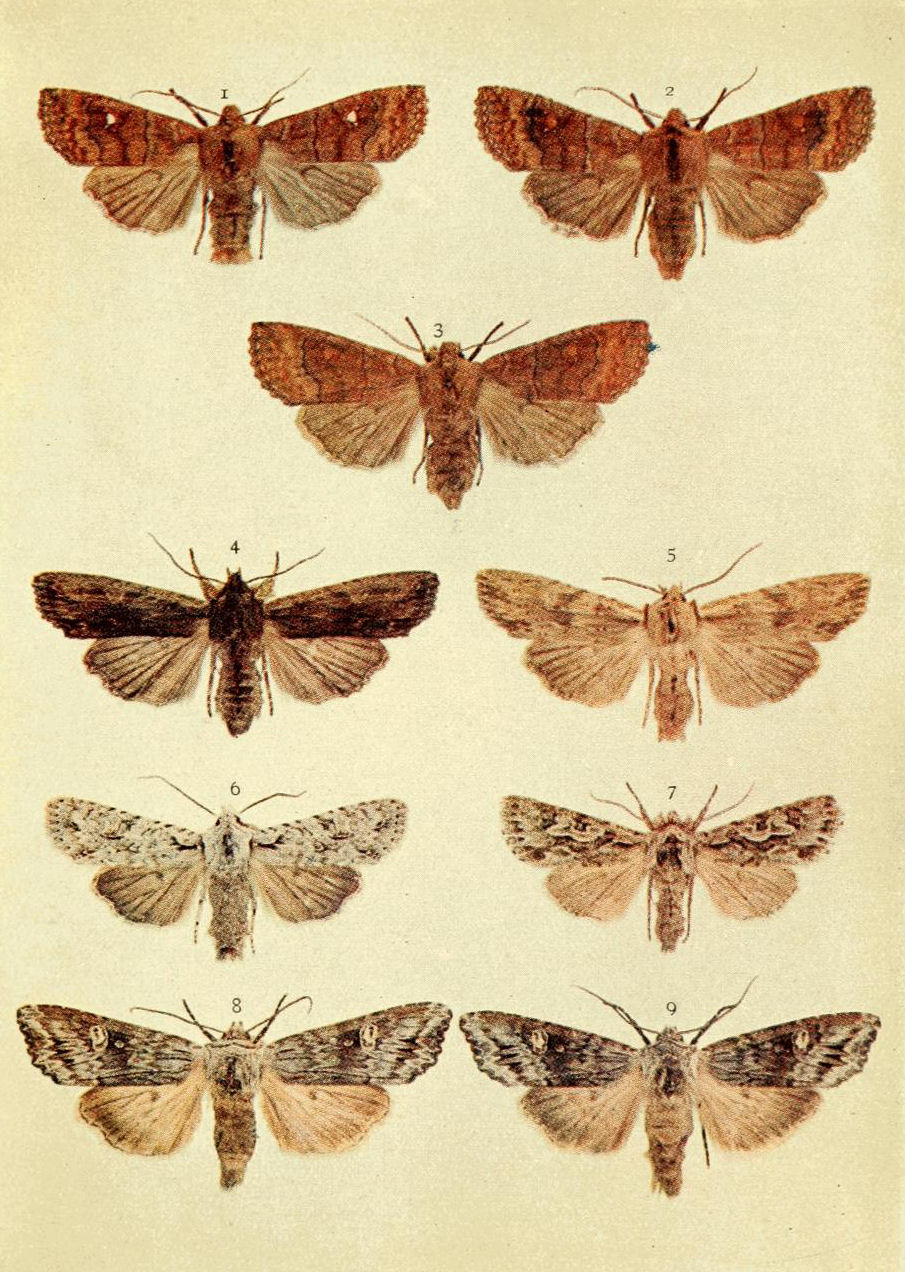